# Proxy ARP
Proxy ARP je systém, umožňující v počítačových sítích propojit několik lokálních sítí, jejichž zařízení mezi sebou komunikují pomocí protokolu ARP (Address Resolution Protocol). Protokol ARP slouží k zjištění MAC adresy zařízení v lokální síti, když známe jeho IP adresu; ARP protokol se ale nedostane za hranice lokální sítě, k tomu slouží právě proxy ARP, která umí propojit dvě sítě, takže jejich zařízení spolu mohou komunikovat, jako by byly v jedné společné lokální síti.

## Princip
Koncové zařízení odešle ARP dotaz obsahující IP adresu zařízení, se kterým se chce spojit. ARP dotaz je rozeslán všem zařízením v dané lokální síti, ve které ovšem hledané zařízení není, ale je v ní zapojen router, na kterém je zapnut proxy ARP. Router předá dotaz do druhé sítě, ve které se nachází zařízení s hledanou IP adresou. Zároveň také místo cílového zařízení odpoví tazateli a pošle mu svoji MAC adresu. Tazatel tedy pak komunikuje s routerem, jako by komunikoval přímo s cílovým zařízením. Router pak dále komunikuje s cílovým zařízením a předává mu zprávy od tazatele. Jednotlivá zařízení v různých sítích tedy spolu komunikují, jako by byly v jedné lokální síti, ale ve skutečnosti veškerá jejich komunikace prochází přes router se zapnutou proxy ARP.